# Lepanthes fractiflexa
Lepanthes fractiflexa är en orkidéart som beskrevs av Oakes Ames och Charles Schweinfurth. Lepanthes fractiflexa ingår i släktet Lepanthes och familjen orkidéer.
Artens utbredningsområde är Kuba. Inga underarter finns listade i Catalogue of Life.